# Bisaltes unicolor
Bisaltes unicolor är en skalbaggsart som beskrevs av Maria Helena M. Galileo och Martins 2003. Bisaltes unicolor ingår i släktet Bisaltes och familjen långhorningar. Inga underarter finns listade.